# Ochlandra soderstromiana
Ochlandra soderstromiana är en gräsart som beskrevs av M.Kumar och Sequiera. Ochlandra soderstromiana ingår i släktet Ochlandra och familjen gräs. Inga underarter finns listade i Catalogue of Life.